# کردی دینوری
دینوری یا مایانی گویشی از زبان کردی مرکزی است که در منطقه دینور، اسد آباد همدان و اطراف آن رایج است. این گویش بسیار به گویش کلیایی نزدیک است.